# Standing on Water
|  | Denne artikel er oprettet af botten Steenthbot ud fra en ekstern database. Den kan derfor have sproglige fejl eller mangler. Denne skabelon kan fjernes efter kontrol af indholdet. |

Standing on Water er en dansk dokumentarfilm fra 2015 instrueret af Peter Alsted.

## Handling
Standing On Water er historien om danske Casper Steinfath, der har udviklet sig til en af verdens bedste Stand Up Paddle (SUP) surfere. Det er historien om, hvordan passion får en dreng til at trodse sin frygt for vand og finde frem til en verden, hvor surfing bliver til meget mere end blot en leg. For Casper bliver surfing en livsstil der berører sjælen så dybt, at den synes for evigt uadskillelig fra ham. Det er historien om stærke familiebånd, broderskab og opblomstringen af et dansk surf community i Cold Hawaii, Klitmøller - udkantsdanmark. Det hele skildres på en rejse, hvor vi følger Casper fra de første skridt, op gennem ungdommen, frem til voksenlivet og til en karriere som international stjerne og professionel SUP surfer.